# Andesvos
De andesvos (Lycalopex culpaeus) is een hondachtige uit het geslacht Lycalopex.

## Kenmerken
Op de manenwolf na is de andesvos de grootste hondachtige van het continent. Qua uiterlijk lijkt de andesvos veel op de Rode vos (Vulpes vulpes). De vacht is grijs met rood, de kin is wit, de poten zijn rood en er loopt een slecht zichtbare streep over zijn rug. De pluizige staart heeft een zwarte punt. Aan weerszijden van de snuit bevindt zich een lichte vlek. De lichaamslengte bedraagt 60 tot 120 cm, de staartlengte 30 tot 45 cm en het gewicht 5 tot 13,5 kg.

## Leefwijze
Het voedsel van de nachtactieve andesvos bestaat uit knaagdieren, konijnen, vogels en hagedissen. Heel soms eet deze vos ook weleens planten en aas. Het is tevens een kippendief, waardoor het dier fel bejaagd wordt. Bij een groot voedselaanbod wordt de buit begraven of verborgen onder stenen of hout voor later gebruik.

## Verspreiding en leefgebied
De andesvos leeft in paren en komt voor in de open bergachtige gebieden en op de grazige pampa's van Zuid-Amerika, en wel van Ecuador en Peru tot de regio's van Patagonië en Vuurland. Ook in de zuidelijke regio's van Colombia komen populaties voor. Ze komen voor in struikgebieden op de steppen, maar ook in heuvelland en woestijnen.

## Ondersoorten
Er worden 6 ondersoorten onderscheiden:
- Lycalopex culpaeus andinus (Thomas, 1914)
- Lycalopex culpaeus culpaeus (Molina, 1782)
- Lycalopex culpaeus lycoides (Philippi, 1896)
- Lycalopex culpaeus magellanicus (Gray, 1837)
- Lycalopex culpaeus reissii (Hilzheimer, 1906)
- Lycalopex culpaeus smithersi (Thomas, 1914)